# Saison 2018-2019 des Suns de Phoenix
La saison 2018-2019 des Suns de Phoenix est la 51e saison de la franchise en National Basketball Association (NBA).

## Draft
| Tour | Choix | Joueur        | Poste | Nationalité | Provenance                |
| ---- | ----- | ------------- | ----- | ----------- | ------------------------- |
| 1    | 1     | DeAndre Ayton | C     | Bahamas     | Wildcats de l'Arizona     |
| 1    | 16    | Zhaire Smith  | G     | États-Unis  | Red Raiders de Texas Tech |
| 2    | 31    | Élie Okobo    | G     | France      | Pau-Lacq-Orthez (France)  |
| 2    | 59    | George King   | G     | États-Unis  | Buffaloes du Colorado     |

## Matchs

### Summer League
| Summer League Total: 4-1 |

| Match | Date match | Équipe       | Score   | Meilleur marqueur       | Meilleur rebondeur | Meilleur passeur       | Lieux Spectateurs    | Série |
| ----- | ---------- | ------------ | ------- | ----------------------- | ------------------ | ---------------------- | -------------------- | ----- |
| 1     | 6 juillet  | Dallas       | V 92-85 | Davon Reed (18)         | DeAndre Ayton (8)  | Shaquille Harrison (9) | Thomas & Mack Center | 1 - 0 |
| 2     | 7 juillet  | Sacramento   | V 71-63 | DeAndre Ayton (21)      | DeAndre Ayton (12) | Shaquille Harrison (5) | Thomas & Mack Center | 2 - 0 |
| 3     | 9 juillet  | Orlando      | V 71-53 | DeAndre Ayton (17)      | DeAndre Ayton (13) | Shaquille Harrison (6) | Thomas & Mack Center | 3 - 0 |
| 4     | 12 juillet | Philadelphie | D 86-88 | Shaquille Harrison (17) | DeAndre Ayton (9)  | Shaquille Harrison (6) | Thomas & Mack Center | 3 - 1 |
| 5     | 13 juillet | San Antonio  | V 90-55 | Javonte Green (20)      | Jack Cooley (9)    | Shaquille Harrison (7) | Thomas & Mack Center | 4 - 1 |

### Pré-saison
| Pré-saison Total: 2-3 (Domicile : 1-2 ; Extérieur : 1-1) |

| Match | Date match  | Équipe               | Score     | Meilleur marqueur    | Meilleur rebondeur | Meilleur passeur  | Lieux Spectateurs          | Série |
| ----- | ----------- | -------------------- | --------- | -------------------- | ------------------ | ----------------- | -------------------------- | ----- |
| 1     | 1er octobre | Sacramento           | D 102-106 | DeAndre Ayton (24)   | DeAndre Ayton (9)  | Josh Jackson (6)  | Talking Stick Resort Arena | 0 - 1 |
| 2     | 3 octobre   | New Zealand Breakers | V 91-86   | DeAndre Ayton (21)   | DeAndre Ayton (15) | Trevor Ariza (6)  | Talking Stick Resort Arena | 1 - 1 |
| 3     | 5 octobre   | Portland             | D 93-115  | DeAndre Ayton (19)   | DeAndre Ayton (14) | Josh Jackson (7)  | Talking Stick Resort Arena | 1 - 2 |
| 4     | 8 octobre   | @ Golden State       | V 117-109 | Ayton, Anderson (18) | DeAndre Ayton (7)  | Trois joueurs (5) | Oracle Arena               | 2 - 2 |
| 5     | 10 octobre  | @ Portland           | D 83-116  | Josh Jackson (13)    | Davon Reed (6)     | Trois joueurs (4) | Moda Center                | 2 - 3 |

### Saison régulière
| Saison régulière Total: 19-63 (Domicile : 12-29 ; Extérieur : 7-34) |

| Match | Date match | Équipe         | Score     | Meilleur marqueur  | Meilleur rebondeur   | Meilleur passeur  | Lieux                      | Série |
| ----- | ---------- | -------------- | --------- | ------------------ | -------------------- | ----------------- | -------------------------- | ----- |
| 1     | 17 octobre | Dallas         | V 121-100 | Devin Booker (35)  | DeAndre Ayton (10)   | Trois joueurs (7) | Talking Stick Resort Arena | 1 - 0 |
| 2     | 20 octobre | @ Denver       | D 91-119  | Devin Booker (25)  | Ayton, Chandler (8)  | Devin Booker (7)  | Pepsi Center               | 1 - 1 |
| 3     | 22 octobre | @ Golden State | D 103-123 | Devin Booker (28)  | DeAndre Ayton (14)   | Devin Booker (6)  | Oracle Arena               | 1 - 2 |
| 4     | 24 octobre | LA Lakers      | D 113-131 | Devin Booker (23)  | Ayton, Chandler (11) | Devin Booker (7)  | Talking Stick Resort Arena | 1 - 3 |
| 5     | 27 octobre | @ Memphis      | D 96-117  | DeAndre Ayton (24) | DeAndre Ayton (8)    | Ariza, Ayton (5)  | FedExForum                 | 1 - 4 |
| 6     | 28 octobre | @ Oklahoma     | D 110-117 | T. J. Warren (18)  | DeAndre Ayton (11)   | Élie Okobo (7)    | Chesapeake Energy Arena    | 1 - 5 |
| 7     | 31 octobre | San Antonio    | D 90-120  | T. J. Warren (21)  | DeAndre Ayton (8)    | Élie Okobo (5)    | Talking Stick Resort Arena | 1 - 6 |

| Match | Date match  | Équipe             | Score          | Meilleur marqueur  | Meilleur rebondeur  | Meilleur passeur     | Lieux                      | Série  |
| ----- | ----------- | ------------------ | -------------- | ------------------ | ------------------- | -------------------- | -------------------------- | ------ |
| 8     | 2 novembre  | Toronto            | D 98-107       | Isaiah Canaan (19) | DeAndre Ayton (18)  | Devin Booker (6)     | Talking Stick Resort Arena | 1 - 7  |
| 9     | 4 novembre  | Memphis            | V 102-100      | Devin Booker (25)  | Trevor Ariza (9)    | Devin Booker (7)     | Talking Stick Resort Arena | 2 - 7  |
| 10    | 6 novembre  | Brooklyn           | D 82-104       | Devin Booker (20)  | DeAndre Ayton (13)  | Isaiah Canaan (4)    | Talking Stick Resort Arena | 2 - 8  |
| 11    | 8 novembre  | Boston             | D 109-116 (OT) | Devin Booker (38)  | DeAndre Ayton (10)  | Devin Booker (9)     | Talking Stick Resort Arena | 2 - 9  |
| 12    | 10 novembre | @ Nouvelle-Orléans | D 99-119       | T. J. Warren (25)  | DeAndre Ayton (12)  | Devin Booker (7)     | Smoothie King Center       | 2 - 10 |
| 13    | 12 novembre | @ Oklahoma City    | D 101-118      | T. J. Warren (21)  | Ayton, Holmes (7)   | Devin Booker (6)     | Chesapeake Energy Arena    | 2 - 11 |
| 14    | 14 novembre | San Antonio        | V 116-96       | T. J. Warren (27)  | DeAndre Ayton (10)  | Devin Booker (12)    | Talking Stick Resort Arena | 3 - 11 |
| 15    | 17 novembre | Oklahoma City      | D 100-110      | T. J. Warren (23)  | DeAndre Ayton (9)   | Devin Booker (12)    | Talking Stick Resort Arena | 3 - 12 |
| 16    | 19 novembre | @ Philadelphie     | D 114-119      | Devin Booker (37)  | DeAndre Ayton (9)   | Devin Booker (8)     | Wells Fargo Center         | 3 - 13 |
| 17    | 21 novembre | @ Chicago          | D 116-124      | Devin Booker (23)  | DeAndre Ayton (12)  | Booker, Canaan (6)   | United Center              | 3 - 14 |
| 18    | 23 novembre | @ Milwaukee        | V 116-114      | Devin Booker (29)  | Trevor Ariza (11)   | Devin Booker (7)     | Fiserv Forum               | 4 - 14 |
| 19    | 25 novembre | @ Détroit          | D 107-118      | Devin Booker (37)  | DeAndre Ayton (13)  | Booker, Crawford (5) | Little Caesars Arena       | 4 - 15 |
| 20    | 27 novembre | Indiana            | D 104-109      | T. J. Warren (25)  | DeAndre Ayton (12)  | Devin Booker (8)     | Talking Stick Resort Arena | 4 - 16 |
| 21    | 28 novembre | @ L.A. Clippers    | D 99-115       | Devin Booker (23)  | DeAndre Ayton (9)   | Quatre joueurs (4)   | Staples Center             | 4 - 17 |
| 22    | 30 novembre | Orlando            | D 85-99        | DeAndre Ayton (19) | Holmes, Jackson (9) | Josh Jackson (7)     | Talking Stick Resort Arena | 4 - 18 |

| Match | Date match  | Équipe        | Score           | Meilleur marqueur      | Meilleur rebondeur  | Meilleur passeur      | Lieux                      | Série  |
| ----- | ----------- | ------------- | --------------- | ---------------------- | ------------------- | --------------------- | -------------------------- | ------ |
| 23    | 2 décembre  | @ L.A Lakers  | D 96-120        | Richaun Holmes (15)    | DeAndre Ayton (10)  | Crawford, Okobo (4)   | Staples Center             | 4 - 19 |
| 24    | 5 décembre  | Sacramento    | D 105-122       | De'Anthony Melton (21) | Richaun Holmes (10) | Melton, Crawford (5)  | Talking Stick Resort Arena | 4 - 20 |
| 25    | 6 décembre  | @ Portland    | D 86-108        | Troy Daniels (15)      | DeAndre Ayton (8)   | Jamal Crawford (5)    | Moda Center                | 4 - 21 |
| 26    | 7 décembre  | Miami         | D 98-115        | Troy Daniels (18)      | DeAndre Ayton (11)  | Trevor Ariza (6)      | Talking Stick Resort Arena | 4 - 22 |
| 27    | 10 décembre | L.A. Clippers | D 119-123 (OT)  | DeAndre Ayton (20)     | DeAndre Ayton (12)  | Jackson, Melton (8)   | Talking Stick Resort Arena | 4 - 23 |
| 28    | 11 décembre | @ San Antonio | D 86-111        | T. J. Warren (23)      | DeAndre Ayton (11)  | De'Anthony Melton (6) | AT&T Center                | 4 - 24 |
| 29    | 13 décembre | Dallas        | V 99-89         | T. J. Warren (30)      | Ariza, Jackson (8)  | Ariza, Crawford (5)   | Talking Stick Resort Arena | 5 - 24 |
| 30    | 15 décembre | Minnesota     | V 107-99        | Devin Booker (28)      | DeAndre Ayton (12)  | Booker, Crawford (7)  | Talking Stick Resort Arena | 6 - 24 |
| 31    | 17 décembre | @ New York    | V 128-110       | Devin Booker (38)      | DeAndre Ayton (13)  | Jamal Crawford (14)   | Madison Square Garden      | 7 - 24 |
| 32    | 19 décembre | @ Boston      | V 111-103       | Devin Booker (25)      | DeAndre Ayton (18)  | Devin Booker (8)      | TD Garden                  | 8 - 24 |
| 33    | 22 décembre | @ Washington  | D 146-149 (3OT) | Devin Booker (33)      | DeAndre Ayton (17)  | Devin Booker (14)     | Capital One Arena          | 8 - 25 |
| 34    | 23 décembre | @ Brooklyn    | D 103-111       | DeAndre Ayton (26)     | DeAndre Ayton (18)  | Devin Booker (9)      | Barclays Center            | 8 - 26 |
| 35    | 26 décembre | @ Orlando     | V 122-120 (OT)  | Devin Booker (35)      | DeAndre Ayton (12)  | Devin Booker (8)      | Amway Center               | 9 - 26 |
| 36    | 28 décembre | Oklahoma City | D 102-118       | Devin Booker (25)      | DeAndre Ayton (9)   | Devin Booker (10)     | Talking Stick Resort Arena | 9 - 27 |
| 37    | 29 décembre | Denver        | D 118-122       | DeAndre Ayton (33)     | DeAndre Ayton (14)  | Devin Booker (8)      | Talking Stick Resort Arena | 9 - 28 |
| 38    | 31 décembre | Golden State  | D 109-132       | DeAndre Ayton (25)     | DeAndre Ayton (10)  | Devin Booker (6)      | Talking Stick Resort Arena | 9 - 29 |

| Match | Date match | Équipe        | Score     | Meilleur marqueur | Meilleur rebondeur   | Meilleur passeur       | Lieux                      | Série   |
| ----- | ---------- | ------------- | --------- | ----------------- | -------------------- | ---------------------- | -------------------------- | ------- |
| 39    | 2 janvier  | Philadelphie  | D 127-132 | Devin Booker (37) | DeAndre Ayton (11)   | Devin Booker (8)       | Talking Stick Resort Arena | 9 - 30  |
| 40    | 4 janvier  | L.A. Clippers | D 111-121 | Devin Booker (23) | Ayton, Jackson (5)   | Trois joueurs (4)      | Talking Stick Resort Arena | 9 - 31  |
| 41    | 6 janvier  | Charlotte     | D 113-119 | T. J. Warren (23) | DeAndre Ayton (9)    | T. J. Warren (5)       | Talking Stick Resort Arena | 9 - 32  |
| 42    | 8 janvier  | Sacramento    | V 115-111 | Kelly Oubre (26)  | DeAndre Ayton (12)   | De'Anthony Melton (8)  | Talking Stick Resort Arena | 10 - 32 |
| 43    | 9 janvier  | @ Dallas      | D 94-104  | T. J. Warren (20) | T. J. Warren (7)     | De'Anthony Melton (6)  | American Airlines Center   | 10 - 33 |
| 44    | 12 janvier | Denver        | V 102-93  | Kelly Oubre (26)  | DeAndre Ayton (13)   | De'Anthony Melton (10) | Talking Stick Resort Arena | 11 - 33 |
| 45    | 15 janvier | @ Indiana     | D 97-131  | T. J. Warren (18) | DeAndre Ayton (8)    | De'Anthony Melton (8)  | Bankers Life Fieldhouse    | 11 - 34 |
| 46    | 17 janvier | @ Toronto     | D 109-111 | Devin Booker (30) | DeAndre Ayton (17)   | Devin Booker (8)       | Scotiabank Arena           | 11 - 35 |
| 47    | 19 janvier | @ Charlotte   | D 115-135 | Devin Booker (32) | Quincy Acy (5)       | Devin Booker (11)      | Scotiabank Arena           | 11 - 36 |
| 48    | 20 janvier | @ Minnesota   | D 114-116 | T. J. Warren (21) | Dragan Bender (10)   | Devin Booker (6)       | Target Center              | 11 - 37 |
| 49    | 22 janvier | Minnesota     | D 91-118  | Josh Jackson (27) | Bender, Jackson (10) | Trois joueurs (4)      | Talking Stick Resort Arena | 11 - 38 |
| 50    | 24 janvier | Portland      | D 106-120 | Devin Booker (27) | Josh Jackson (9)     | Kelly Oubre (7)        | Talking Stick Resort Arena | 11 - 39 |
| 51    | 25 janvier | @ Denver      | D 95-132  | Devin Booker (35) | Quincy Acy (10)      | Jamal Crawford (5)     | Pepsi Center               | 11 - 40 |
| 52    | 27 janvier | @ L.A. Lakers | D 102-116 | Devin Booker (21) | Richaun Holmes (10)  | Devin Booker (6)       | Staples Center             | 11 - 41 |
| 53    | 29 janvier | @ San Antonio | D 124-126 | Devin Booker (38) | Kelly Oubre (7)      | Booker, Crawford (7)   | AT&T Center                | 11 - 42 |

| Match                  | Date match | Équipe          | Score     | Meilleur marqueur  | Meilleur rebondeur | Meilleur passeur    | Lieux                      | Série   |
| ---------------------- | ---------- | --------------- | --------- | ------------------ | ------------------ | ------------------- | -------------------------- | ------- |
| 54                     | 2 février  | Atlanta         | D 112-118 | Devin Booker (32)  | DeAndre Ayton (11) | Élie Okobo (11)     | Talking Stick Resort Arena | 11 - 43 |
| 55                     | 4 février  | Houston         | D 110-118 | Josh Jackson (25)  | DeAndre Ayton (11) | Jamal Crawford (9)  | Talking Stick Resort Arena | 11 - 44 |
| 56                     | 6 février  | @ Utah          | D 88-116  | Josh Jackson (27)  | DeAndre Ayton (9)  | Josh Jackson (7)    | Vivint Smart Home Arena    | 11 - 45 |
| 57                     | 8 février  | Golden State    | D 107-117 | Kelly Oubre (25)   | Ayton, Oubre (12)  | Bender, Jackson (5) | Talking Stick Resort Arena | 11 - 46 |
| 58                     | 10 février | @ Sacramento    | D 104-117 | Devin Booker (27)  | Ayton, Holmes (9)  | Devin Booker (6)    | Golden 1 Center            | 11 - 47 |
| 59                     | 13 février | @ L.A. Clippers | D 107-134 | Kelly Oubre (28)   | DeAndre Ayton (8)  | Jamal Crawford (6)  | Staples Center             | 11 - 48 |
| NBA All-Star Game 2019 |            |                 |           |                    |                    |                     |                            |         |
| 60                     | 21 février | @ Cleveland     | D 98-111  | Devin Booker (30)  | DeAndre Ayton (9)  | Devin Booker (7)    | Quicken Loans Arena        | 11 - 49 |
| 61                     | 23 février | @ Atlanta       | D 112-120 | Tyler Johnson (29) | DeAndre Ayton (12) | Devin Booker (8)    | State Farm Arena           | 11 - 50 |
| 62                     | 25 février | @ Miami         | V 124-121 | Devin Booker (20)  | DeAndre Ayton (10) | Devin Booker (9)    | American Airlines Arena    | 12 - 50 |

| Match | Date match | Équipe             | Score     | Meilleur marqueur  | Meilleur rebondeur    | Meilleur passeur   | Lieux                      | Série   |
| ----- | ---------- | ------------------ | --------- | ------------------ | --------------------- | ------------------ | -------------------------- | ------- |
| 63    | 1er mars   | Nouvelle-Orléans   | D 116-130 | Devin Booker (26)  | DeAndre Ayton (8)     | Devin Booker (7)   | Talking Stick Resort Arena | 12 - 51 |
| 64    | 2 mars     | L.A. Lakers        | V 118-109 | DeAndre Ayton (26) | DeAndre Ayton (10)    | Trois joueurs (4)  | Talking Stick Resort Arena | 13 - 51 |
| 65    | 4 mars     | Milwaukee          | V 114-105 | Kelly Oubre (27)   | Kelly Oubre (13)      | Devin Booker (7)   | Talking Stick Resort Arena | 14 - 51 |
| 66    | 6 mars     | New York           | V 107-96  | Devin Booker (41)  | DeAndre Ayton (6)     | Tyler Johnson (6)  | Talking Stick Resort Arena | 15 - 51 |
| 67    | 9 mars     | @ Portland         | D 120-127 | Devin Booker (23)  | DeAndre Ayton (8)     | Tyler Johnson (7)  | Moda Center                | 15 - 52 |
| 68    | 10 mars    | @ Golden State     | V 115-111 | Devin Booker (37)  | DeAndre Ayton (9)     | Devin Booker (11)  | Oracle Arena               | 16 - 52 |
| 69    | 13 mars    | Utah               | D 97-114  | Devin Booker (27)  | DeAndre Ayton (9)     | Devin Booker (6)   | Talking Stick Resort Arena | 16 - 53 |
| 70    | 15 mars    | @ Houston          | D 102-108 | Devin Booker (29)  | DeAndre Ayton (14)    | Devin Booker (7)   | Toyota Center              | 16 - 54 |
| 71    | 16 mars    | @ Nouvelle-Orléans | V 138-136 | Devin Booker (40)  | De'Anthony Melton (8) | Devin Booker (13)  | Smoothie King Center       | 17 - 54 |
| 72    | 18 mars    | Chicago            | D 101-116 | Ayton, Booker (25) | DeAndre Ayton (12)    | Devin Booker (7)   | Talking Stick Resort Arena | 17 - 55 |
| 73    | 21 mars    | Détroit            | D 98-118  | Devin Booker (26)  | DeAndre Ayton (8)     | Mikal Bridges (7)  | Talking Stick Resort Arena | 17 - 56 |
| 74    | 23 mars    | @ Sacramento       | D 103-112 | Devin Booker (32)  | DeAndre Ayton (11)    | Devin Booker (10)  | Golden 1 Center            | 17 - 57 |
| 75    | 25 mars    | @ Utah             | D 92-125  | Devin Booker (59)  | DeAndre Ayton (7)     | Booker, Okobo (4)  | Vivint Smart Home Arena    | 17 - 58 |
| 76    | 27 mars    | Washington         | D 121-124 | Devin Booker (50)  | Ayton, Booker (11)    | Jamal Crawford (7) | Talking Stick Resort Arena | 17 - 59 |
| 77    | 30 mars    | Memphis            | D 115-120 | Devin Booker (48)  | DeAndre Ayton (13)    | Devin Booker (11)  | Talking Stick Resort Arena | 17 - 60 |

| Match | Date match | Équipe           | Score          | Meilleur marqueur   | Meilleur rebondeur | Meilleur passeur      | Lieux                      | Série   |
| ----- | ---------- | ---------------- | -------------- | ------------------- | ------------------ | --------------------- | -------------------------- | ------- |
| 78    | 1er avril  | Cleveland        | V 122-113      | Devin Booker (25)   | Trois joueurs (10) | Devin Booker (13)     | Talking Stick Resort Arena | 18 - 60 |
| 79    | 3 avril    | Utah             | D 97-118       | Richaun Holmes (16) | Richaun Holmes (9) | De'Anthony Melton (5) | Talking Stick Resort Arena | 18 - 61 |
| 80    | 5 avril    | Nouvelle-Orléans | V 133-126 (OT) | Josh Jackson (35)   | Ray Spalding (13)  | Jamal Crawford (7)    | Talking Stick Resort Arena | 19 - 61 |
| 81    | 7 avril    | @ Houston        | D 113-149      | Jamal Crawford (27) | Josh Jackson (9)   | Trois joueurs (6)     | Toyota Center              | 19 - 62 |
| 82    | 9 avril    | @ Dallas         | D 109-120      | Jamal Crawford (51) | Dragan Bender (11) | Dragan Bender (6)     | American Airlines Center   | 19 - 63 |

### Confrontations en saison régulière
| Conférence Est      | Conférence Est                              | Conférence Est                              | Conférence Ouest                            | Conférence Ouest                            | Conférence Ouest                            | Conférence Ouest                            | Conférence Ouest                            |
| Division Atlantique | Division Atlantique                         | Division Atlantique                         | Division Nord-Ouest                         | Division Nord-Ouest                         | Division Nord-Ouest                         | Division Nord-Ouest                         | Division Nord-Ouest                         |
| Équipe              | Domicile                                    | Extérieur                                   | Équipe                                      | Domicile                                    | Domicile                                    | Extérieur                                   | Extérieur                                   |
| ------------------- | ------------------------------------------- | ------------------------------------------- | ------------------------------------------- | ------------------------------------------- | ------------------------------------------- | ------------------------------------------- | ------------------------------------------- |
| Boston              | 109-116 (OT)                                | 111-103                                     | Denver                                      | 118-122                                     | 102-93                                      | 91-119                                      | 95-132                                      |
| Brooklyn            | 82-104                                      | 103-111                                     | Minnesota                                   | 107-99                                      | 91-118                                      | 114-116                                     |                                             |
| New York            | 107-96                                      | 128-110                                     | Oklahoma City                               | 100-110                                     | 102-118                                     | 110-117                                     | 101-118                                     |
| Philadelphie        | 127-132                                     | 114-119                                     | Portland                                    | 106-120                                     |                                             | 86-108                                      | 120-127                                     |
| Toronto             | 98-107                                      | 109-111                                     | Utah                                        | 97-114                                      | 97-118                                      | 88-116                                      | 92-125                                      |
|                     | 1–4                                         | 2–3                                         |                                             | 2–7                                         | 2–7                                         | 0–9                                         | 0–9                                         |
| Division            | 3–7                                         | 3–7                                         | Division                                    | 2–16                                        | 2–16                                        | 2–16                                        | 2–16                                        |
| Division Atlantique | Division Atlantique                         | Division Atlantique                         | Division Nord-Ouest                         | Division Nord-Ouest                         | Division Nord-Ouest                         | Division Nord-Ouest                         | Division Nord-Ouest                         |
| Équipe              | Domicile                                    | Extérieur                                   | Équipe                                      | Domicile                                    | Domicile                                    | Extérieur                                   | Extérieur                                   |
| Chicago             | 101-116                                     | 116-124                                     | Golden State                                | 109-132                                     | 107-117                                     | 103-123                                     | 115-111                                     |
| Cleveland           | 122-113                                     | 98-111                                      | L.A. Clippers                               | 119-123 (OT)                                | 111-121                                     | 99-115                                      | 107-134                                     |
| Detroit             | 98-118                                      | 107-118                                     | L.A. Lakers                                 | 113-131                                     | 118-109                                     | 96-120                                      | 102-116                                     |
| Indiana             | 104-109                                     | 97-131                                      |                                             |                                             |                                             |                                             |                                             |
| Milwaukee           | 114-105                                     | 116-114                                     | Sacramento                                  | 105-122                                     | 115-111                                     | 104-117                                     | 103-112                                     |
|                     | 2–3                                         | 1–4                                         |                                             | 2–6                                         | 2–6                                         | 1–7                                         | 1–7                                         |
| Division            | 3–7                                         | 3–7                                         | Division                                    | 3–13                                        | 3–13                                        | 3–13                                        | 3–13                                        |
| Division Atlantique | Division Atlantique                         | Division Atlantique                         | Division Nord-Ouest                         | Division Nord-Ouest                         | Division Nord-Ouest                         | Division Nord-Ouest                         | Division Nord-Ouest                         |
| Équipe              | Domicile                                    | Extérieur                                   | Équipe                                      | Domicile                                    | Domicile                                    | Extérieur                                   | Extérieur                                   |
| Atlanta             | 112-118                                     | 112-120                                     | Dallas                                      | 121-100                                     | 99-89                                       | 94-104                                      | 109-120                                     |
| Charlotte           | 113-119                                     | 115-135                                     | Houston                                     | 110-118                                     |                                             | 102-108                                     | 113-149                                     |
| Miami               | 98-115                                      | 124-121                                     | Memphis                                     | 102-100                                     | 115-120                                     | 96-117                                      |                                             |
| Orlando             | 85-99                                       | 122-120 (OT)                                | New Orleans                                 | 116-130                                     | 133-126 (OT)                                | 99-119                                      | 138-136 (OT)                                |
| Washington          | 121-124                                     | 146-149 (3OT)                               | San Antonio                                 | 90-120                                      | 116-96                                      | 86-111                                      | 124-126                                     |
|                     | 0–5                                         | 2–3                                         |                                             | 5–4                                         | 5–4                                         | 1–8                                         | 1–8                                         |
| Division            | 2–8                                         | 2–8                                         | Division                                    | 6–12                                        | 6–12                                        | 6–12                                        | 6–12                                        |
| Conférence          | 8–22 (Domicile : 3–12 ; Extérieur : 5–10)   | 8–22 (Domicile : 3–12 ; Extérieur : 5–10)   | Conférence                                  | 11–51 (Domicile : 9–17 ; Extérieur : 2–24)  | 11–51 (Domicile : 9–17 ; Extérieur : 2–24)  | 11–51 (Domicile : 9–17 ; Extérieur : 2–24)  | 11–51 (Domicile : 9–17 ; Extérieur : 2–24)  |
| Total               | 19–63 (Domicile : 12–29 ; Extérieur : 7–34) | 19–63 (Domicile : 12–29 ; Extérieur : 7–34) | 19–63 (Domicile : 12–29 ; Extérieur : 7–34) | 19–63 (Domicile : 12–29 ; Extérieur : 7–34) | 19–63 (Domicile : 12–29 ; Extérieur : 7–34) | 19–63 (Domicile : 12–29 ; Extérieur : 7–34) | 19–63 (Domicile : 12–29 ; Extérieur : 7–34) |

## Classements
| Conférence Ouest | Conférence Ouest                | Conférence Ouest | Conférence Ouest | Conférence Ouest | Conférence Ouest | Conférence Ouest | Conférence Ouest |
| No               | Franchise                       | Vic.             | Def.             | MJ               | V/D              | GB               |                  |
| ---------------- | ------------------------------- | ---------------- | ---------------- | ---------------- | ---------------- | ---------------- | ---------------- |
| 1                | Warriors de Golden State T      | 57               | 25               | 82               | .695             | –                |                  |
| 2                | Nuggets de Denver               | 54               | 28               | 82               | .659             | 3                |                  |
| 3                | Trail Blazers de Portland       | 53               | 29               | 82               | .646             | 4                |                  |
| 4                | Rockets de Houston              | 53               | 29               | 82               | .646             | 4                |                  |
| 5                | Jazz de l'Utah                  | 50               | 32               | 82               | .610             | 7                |                  |
| 6                | Thunder d'Oklahoma City         | 49               | 33               | 82               | .598             | 8                |                  |
| 7                | Spurs de San Antonio            | 48               | 34               | 82               | .585             | 9                |                  |
| 8                | Clippers de Los Angeles         | 48               | 34               | 82               | .585             | 9                |                  |
|                  |                                 |                  |                  |                  |                  |                  |                  |
| 9                | Kings de Sacramento             | 39               | 43               | 82               | .476             | 18               |                  |
| 10               | Lakers de Los Angeles           | 37               | 45               | 82               | .451             | 20               |                  |
| 11               | Timberwolves du Minnesota       | 36               | 46               | 82               | .439             | 21               |                  |
| 12               | Grizzlies de Memphis            | 33               | 49               | 82               | .402             | 24               |                  |
| 13               | Pelicans de La Nouvelle-Orléans | 33               | 49               | 82               | .402             | 24               |                  |
| 14               | Mavericks de Dallas             | 33               | 49               | 82               | .402             | 24               |                  |
| 15               | Suns de Phoenix                 | 19               | 63               | 82               | .232             | 38               |                  |

| Division Pacifique             | V  | D  | MJ | V/D  | GB | Dom   | Ext   | Div  |
| ------------------------------ | -- | -- | -- | ---- | -- | ----- | ----- | ---- |
| Warriors de Golden State T (1) | 57 | 25 | 82 | .695 | –  | 30–11 | 27–14 | 13–3 |
| Clippers de Los Angeles (8)    | 48 | 34 | 82 | .585 | 9  | 26–15 | 22–19 | 11–5 |
| Kings de Sacramento (9)        | 39 | 43 | 82 | .476 | 18 | 24–17 | 15–26 | 4–12 |
| Lakers de Los Angeles (10)     | 37 | 45 | 82 | .451 | 20 | 22–19 | 15–26 | 9–7  |
| Suns de Phoenix (15)           | 19 | 63 | 82 | .232 | 38 | 12–29 | 7–34  | 3–13 |

## Effectif

### Effectif actuel
| Suns de Phoenix Effectif actuel                                            |    |                        |                       |                      |
| Entraîneur : Igor Kokoškov                                                 |    |                        |                       |                      |
| Pivot                                                                      | 22 | Drapeau des Bahamas    | Deandre Ayton (R)     | Arizona              |
| Ailier fort                                                                | 35 | /                      | Dragan Bender         | Maccabi Tel-Aviv     |
| Arrière / Meneur                                                           | 1  | Drapeau des États-Unis | Devin Booker          | Kentucky             |
| Arrière / Ailier                                                           | 25 | Drapeau des États-Unis | Mikal Bridges (R)     | Villanova            |
| Arrière / Meneur                                                           | 11 | Drapeau des États-Unis | Jamal Crawford        | Michigan             |
| Arrière                                                                    | 30 | Drapeau des États-Unis | Troy Daniels          | VCU                  |
| Arrière / Meneur                                                           | 32 | Drapeau des États-Unis | Jimmer Fredette       | BYU                  |
| Ailier fort / Pivot                                                        | 21 | Drapeau des États-Unis | Richaun Holmes        | Bowling Green        |
| Ailier                                                                     | 20 | Drapeau des États-Unis | Josh Jackson          | Kansas               |
| Meneur / Arrière                                                           | 16 | Drapeau des États-Unis | Tyler Johnson         | Fresno State         |
| Arrière / Ailier                                                           | 8  | Drapeau des États-Unis | George King (TW)      | Colorado             |
| Arrière                                                                    | 14 | Drapeau des États-Unis | De'Anthony Melton (R) | USC                  |
| Meneur                                                                     | 2  | Drapeau de la France   | Élie Okobo (R)        | Pau-Lacq-Orthez      |
| Arrière / Ailier                                                           | 3  | Drapeau des États-Unis | Kelly Oubre           | Kansas               |
| Ailier fort                                                                | 26 | Drapeau des États-Unis | Ray Spalding (R)      | Louisville           |
| Ailier                                                                     | 12 | Drapeau des États-Unis | T. J. Warren          | North Carolina State |
| (R) - Rookie, (TW) - Two-way contract, Blessé, (10) - Contrat de 10 jours. |    |                        |                       |                      |

## Transactions

### Échanges
| 21 juin 2018 (Jour de la draft) | A Suns de PhoenixDroits sur Mikal Bridges (#10)                   | A 76ers de PhiladelphieDroits sur Zhaire Smith (#16) Premier tour de draft 2019 (de Miami) |
| 20 juillet 2018                 | A Suns de PhoenixDarrell Arthur                                   | A Nets de BrooklynJared Dudley Second tour de draft 2021 (protégé)                         |
| 20 juillet 2018                 | A Suns de PhoenixRichaun Holmes                                   | A 76ers de PhiladelphieCompensation financière de 1 000 000 $                              |
| 31 août 2018                    | A Suns de PhoenixRyan Anderson Droits sur De'Anthony Melton (#46) | A Rockets de HoustonBrandon Knight Marquese Chriss                                         |
| 17 décembre 2018                | A Suns de PhoenixAustin Rivers Kelly Oubre                        | A Wizards de WashingtonTrevor Ariza                                                        |
| 6 février 2019                  | A Suns de PhoenixWayne Ellington Tyler Johnson                    | A Heat de MiamiRyan Anderson                                                               |

### Extension de contrat
| Date       | Joueur       | Contrat                                     |
| ---------- | ------------ | ------------------------------------------- |
| 07/07/2018 | Devin Booker | Contrat maximum de 158 050 000 $ sur 5 ans. |

### Joueurs qui re-signent
| Date       | Joueur        | Contrat                                      |
| ---------- | ------------- | -------------------------------------------- |
| 03/08/2017 | Isaiah Canaan | Contrat non garanti de 1 757 429 $ sur 1 an. |

### Options dans les contrats
| Date       | Joueur        | Option                                                                       |
| ---------- | ------------- | ---------------------------------------------------------------------------- |
| 16/10/2018 | Josh Jackson  | Phoenix exerce son option d'équipe de 7 059 480 $ pour la saison 2019-2020.  |
| 30/10/2018 | Dragan Bender | Phoenix décline son option d'équipe de 5 896 519 $ pour la saison 2019-2020. |

### Arrivés

#### Draft
| Date       | Joueur            | Contrat                                   | Provenance                    |
| ---------- | ----------------- | ----------------------------------------- | ----------------------------- |
| 06/07/2018 | DeAndre Ayton     | Contrat rookie de 40 379 230 $ sur 4 ans. | Wildcats de l'Arizona (NCAA)  |
| 06/07/2018 | Mikal Bridges     | Contrat rookie de 17 630 685 $ sur 4 ans. | Wildcats de Villanova (NCAA)  |
| 06/07/2018 | Élie Okobo        | Contrat de 6 121 234 $ sur 4 ans.         | Élan béarnais Pau-Lacq-Orthez |
| 21/09/2018 | De'Anthony Melton | Contrat de 2 365 852 $ sur 2 ans.         | Trojans d'USC                 |

#### Agent libre
| Date       | Joueur         | Contrat                                             | Provenance                |
| ---------- | -------------- | --------------------------------------------------- | ------------------------- |
| 06/07/2018 | Trevor Ariza   | Contrat de 15 000 000 $ sur 1 an.                   | Rockets de Houston        |
| 17/10/2018 | Jamal Crawford | Contrat de 2 393 887 $ sur 2 ans.                   | Timberwolves du Minnesota |
| 10/12/2018 | Eric Moreland  | Contrat de 1 080 084 $ jusqu'à la fin de la saison. | Raptors de Toronto        |

#### Contrat de 10 jours
| Date       | Joueur     | Contrat                                   | Provenance       |
| ---------- | ---------- | ----------------------------------------- | ---------------- |
| 07/01/2019 | Quincy Acy | Contrat de 106 974 $ sur 10 jours.        | Nets de Brooklyn |
| 17/01/2019 | Quincy Acy | Second contrat de 106 974 $ sur 10 jours. | Suns de Phoenix  |

#### Two-way contract
| Date       | Joueur      | Provenance                   |
| ---------- | ----------- | ---------------------------- |
| 06/07/2018 | George King | Buffaloes du Colorado (NCAA) |

### Départs

#### Agents libres
| Date       | Joueur             | Nouvelle équipe ¹               |
| ---------- | ------------------ | ------------------------------- |
| 09/07/2018 | Elfrid Payton      | Pelicans de La Nouvelle-Orléans |
| 23/07/2018 | Alec Peters        | CSKA Moscou                     |
| 03/08/2018 | Alex Len           | Hawks d'Atlanta                 |
| 20/09/2018 | Danuel House       | Warriors de Golden State        |
| 19/10/2018 | Davon Reed         | Pacers de l'Indiana             |
| 21/10/2018 | Shaquille Harrison | Bulls de Chicago                |

¹ Il s'agit de l’équipe pour laquelle le joueur a signé après son départ, il a pu entre-temps changer d'équipe ou encore de pays.

#### Joueurs coupés
| Date       | Joueur         | Nouvelle équipe ¹        |
| ---------- | -------------- | ------------------------ |
| 30/06/2018 | Tyler Ulis     | Warriors de Golden State |
| 02/07/2018 | Alan Williams  | Nets de Brooklyn         |
| 04/11/2018 | Tyson Chandler | Lakers de Los Angeles    |
| 28/11/2018 | Isaiah Canaan  |                          |
| 18/12/2018 | Austin Rivers  | Rockets de Houston       |
| 03/01/2019 | Eric Moreland  |                          |

¹ Il s'agit de l’équipe pour laquelle le joueur a signé après son départ, il a pu entre-temps changer d'équipe ou encore de pays.

#### Non retenu après les camps d’entraînements
| Date       | Joueur             |
| ---------- | ------------------ |
| 15/10/2018 | Shaquille Harrison |
| 15/10/2018 | Darrell Arthur     |
| 16/10/2018 | Davon Reed         |

### Joueurs "agents libres" à la fin de la saison
| Joueur          | Fin de saison         |
| --------------- | --------------------- |
| Trevor Ariza    | Agent libre           |
| Dragan Bender   | Agent libre           |
| Jamal Crawford  | Agent libre           |
| Troy Daniels    | Agent libre           |
| Wayne Ellington | Agent libre           |
| Richaun Holmes  | Agent libre           |
| Kelly Oubre     | Agent libre restreint |

### Option en fin de saison
| Joueur        | Fin de saison  |
| ------------- | -------------- |
| Tyler Johnson | Option joueur. |

## Récompenses
| Date       | Joueur        | Récompense                              |
| ---------- | ------------- | --------------------------------------- |
| 15 février | DeAndre Ayton | ☆ Rising Stars Challenge - Team World ☆ |